# Komárno
Komárno (węg. Révkomárom) – graniczne miasto powiatowe (34 tys. mieszkańców, w tym około 64% Węgrów) na południu Słowacji, położone przy ujściu rzeki Wag do Dunaju. Na drugim brzegu Dunaju znajduje się połączone mostem węgierskie miasto Komárom (historycznie są to dwie części jednego miasta, które istniało do 1920 roku i w latach 1938–1945).

## Historia
Pierwsze ślady osadnictwa pochodzą z epoki brązu. W IV w. p.n.e. osiedlili się tu Celtowie, a następnie Rzymianie założyli osadę Brigetio i wybudowali fort obronny Celemantia (ruiny zachowane do dziś).
Pierwsze przywileje miejskie Komarno otrzymało w 1265 r. od króla Beli IV.
W 1745 r. Maria Teresa nadała mu prawa wolnego miasta królewskiego.
W 1763 r. miasto zostało zniszczone przez silne trzęsienie ziemi, w 1945 r. silnie zbombardowane, a w 1965 poważnie uszkodzone przez powódź. Mimo to Komarno jest miejscowością atrakcyjną turystycznie.
5 lipca 1950 zmierzono tu najwyższą temperaturę w historii Słowacji i Czechosłowacji (39,8°C).
Komarno jest miejscem urodzenia Franza Lehára i Móra Jókaia.

## Zabytki i atrakcje turystyczne
W mieście znajduje się zamek przebudowany w XVI wieku na twierdzę, następnie uzupełnioną o nowe fortyfikacje w XVII wieku. Obydwie zbudowane koło siebie fortece zachowały się do dziś.
W mieście znajduje się stocznia rzeczna, kąpielisko termalne, rozwija się przemysł spożywczy. Komarno jest ważnym skupiskiem mniejszości węgierskiej na Słowacji.

## Miasta partnerskie
- Komárom